# デルフト眺望
『デルフト眺望』（デルフトちょうぼう、蘭: Gezicht op Delft, 英: View of Delft）は、オランダの画家ヨハネス・フェルメールが1660年から1661年の間に描いた絵画。『デルフトの眺望』などの日本語表記もある。キャンバスに油彩で描かれた作品で、デン・ハーグのマウリッツハイス美術館が所蔵している。

## 概要
フェルメール作品は室内画が中心であり、風景画は本作品と『小路』の2点のみとなる。フェルメールは自身が暮らしたデルフトを題材とするにあたり、個人的な体験と結びつけ、生涯に関わる建築物を一望するように描いた。建物の配置や寸法、水面に映る姿などは現実と異なる調整がされている。
本作品は、19世紀にフェルメールが再評価されるきっかけとなり、ゴッホをはじめとする芸術家の称賛を受けた。作家のマルセル・プルーストは、自作の重要な場面で本作品を用いている。
制作時期については、所蔵館のマウリッツハイス美術館は1660年から1661年、アーサー・K・ウィーロックは1660年から1661年、アルバート・ブランケルトは1661年、小林頼子は1659年から1660年としている。フェルメールの研究サイトである「エッセンシャル・フェルメール (Essential Vermeer)」では、1660年から1663年の間としている。『小路』や『女と二人の紳士』と前後する時期にあたる。

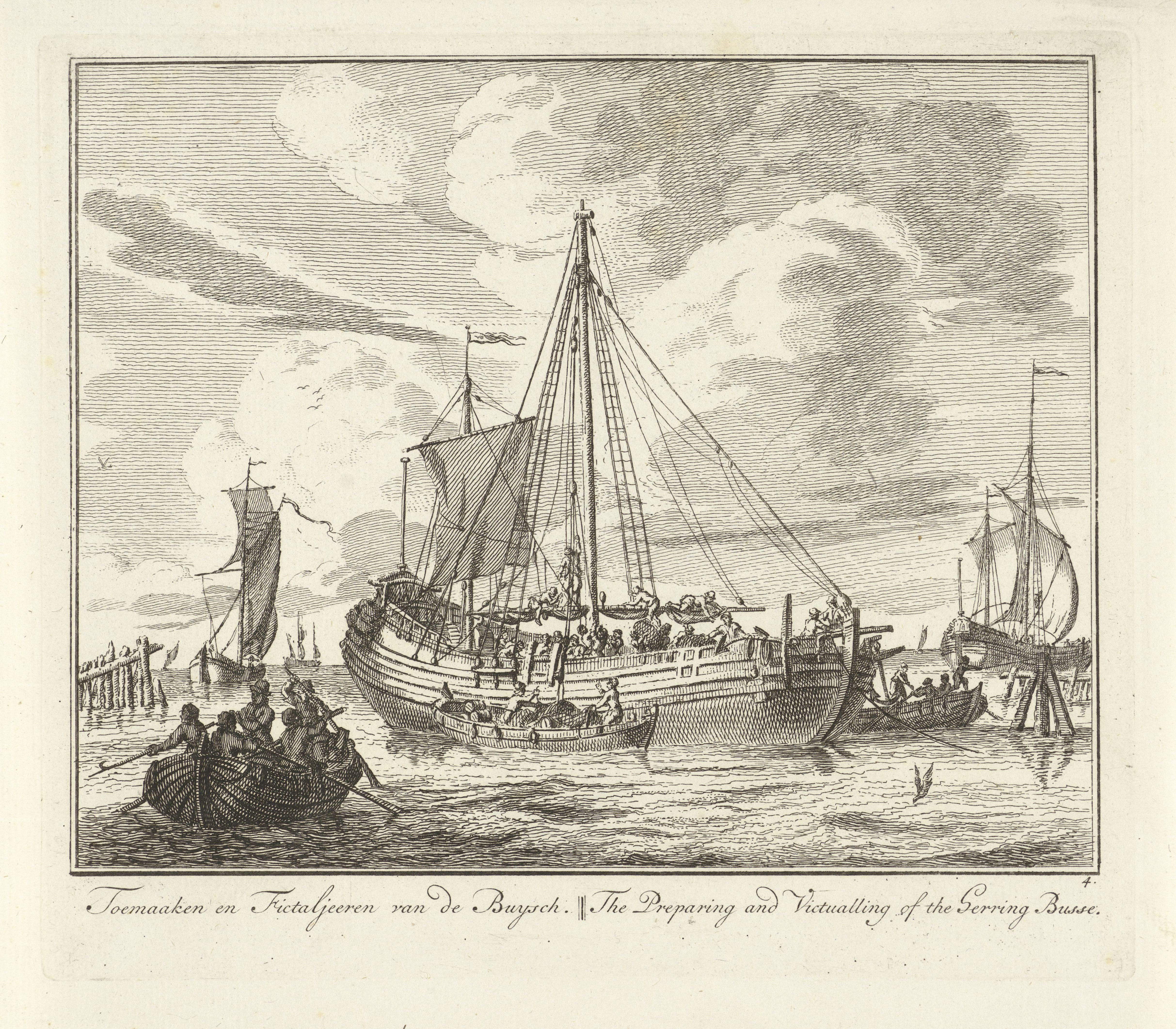
ニシン漁の船であるバス船。本作でも描かれている。

## 時代背景

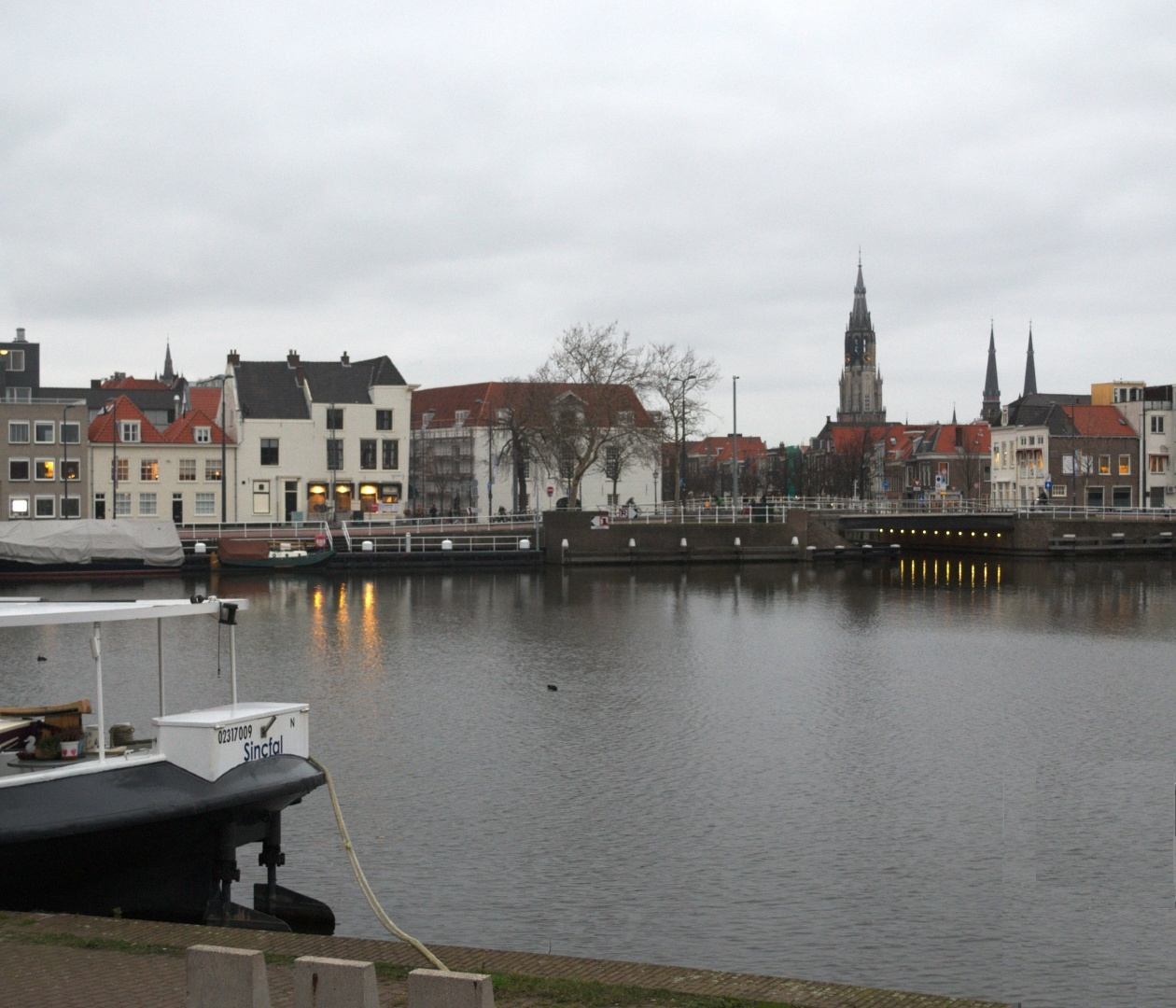
2019年のデルフト。フェルメールが『デルフト眺望』を描いたとされる地点の近くで撮影。同じ教会の尖塔が見える。

### デルフトの状況
オランダの都市デルフトには17世紀に多くの画家が訪れ、デルフト派とも呼ばれている。特に1640年代から1650年代のピーテル・デ・ホーホ、パウルス・ポッテル、カレル・ファブリティウス、ヤン・ステーン、フェルメールらはデルフト派に含まれる。しかしデルフトで芸術が盛んになった頃には、政治的・経済的な繁栄はすぎつつあった。デルフト社会は保守的になり、少数の一族による支配、地元の産業の衰退が起きていた。そのためアムステルダムが成長すると、多くの画家はアムステルダムに移ってゆき、他方でデルフト出身でもあるフェルメールはとどまって創作を続けた。

### 気候
14世紀から19世紀にかけては地球規模で小氷期の時期にあり、寒波や疫病などの災害が起き、生物の生息域にも変化が起きた。ノルウェー沖のニシンは、15世紀の第2四半期には北海へと南下するようになった。そのためにニシン漁による利益は、バルト海で漁をしていたハンザから、北海で漁をするオランダへと移っていった。オランダは北海でとったニシンを塩漬けにして輸出し、オランダのニシン漁は「大漁業」（Groote Visscherij）とも呼ばれる国家的事業になった。漁業の利益は、造船や貿易への投資を可能とし、気候変動は災害をもたらすとともにオランダ繁栄の一因にもなった。

### 都市景観画の成立

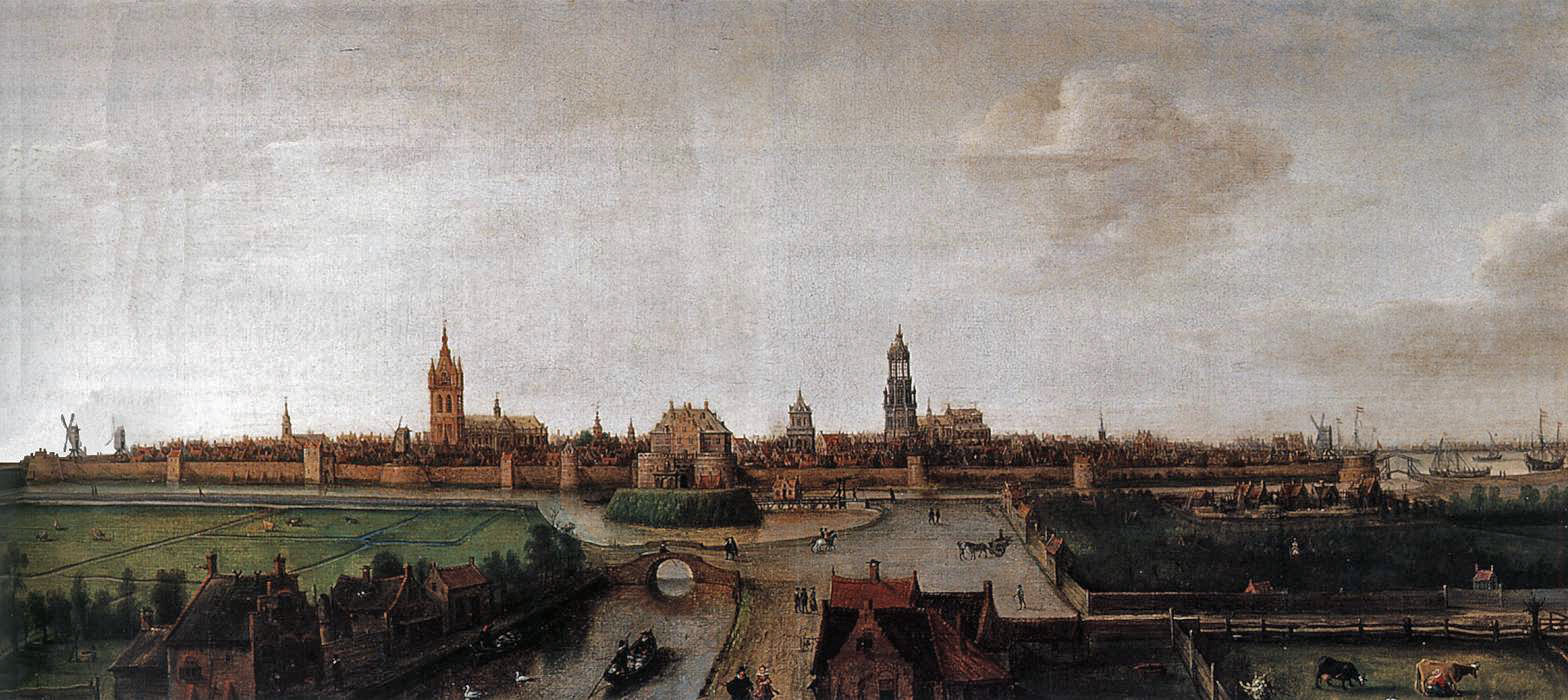
ヘンドリック・フローム『西から眺めたデルフト』（1615年）

オランダでは、図版付きの都市史や地図を出版し、地図製作の技術が発達した。裕福な市民は、自分たちの街を記録した絵画を依頼し、肖像画のように飾った。こうした状況がオランダの都市景観画の成立につながったという説がある。都市景観画のもとになったとされる都市図は、ハルトマン・シェーデルの『世界年代記』（1493年）、ゼバスティアン・ミュンスターの『コスモグラフィア』（1544年）、ゲオルク・ブラウンとフランス・ホーヘンベルフの『世界都市図帳』（1572年-1617年）などに掲載されている。それらの都市図は俯瞰的視点で都市を描いており、『デルフト眺望』も同様の構図になっている。名所や人々の暮らしを詳しく描いたクラース・ヤンスゾーン・フィッセル『商業都市アムステルダムの横顔』（1611年）のような都市誌もあった。

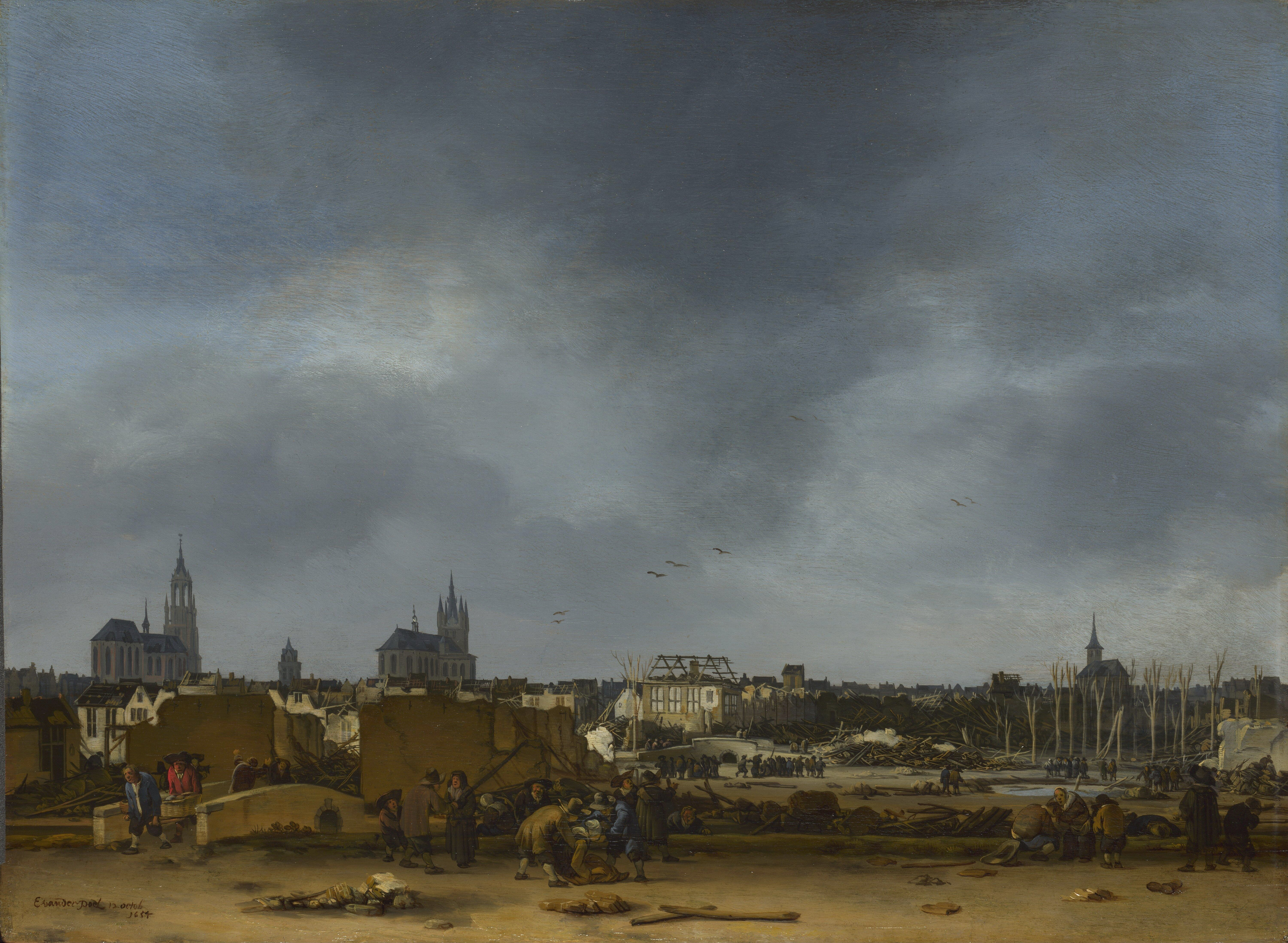
エフベルト・ファン・デル・プール『1654年のデルフトの火薬庫爆発』

都市景観画は、風景画がカテゴリーとして成立したのちに描かれるようになった。デルフトを描いた最初期の景観画には、ヘンドリック・コルネリスゾーン・フロームの『西から眺めたデルフト』（1615年）、『北から眺めたデルフト』（1617年）がある。また、カレル・ファブリティウスの『楽器商のいるデルフトの眺望』（1652年）やヤン・ファン・ホーイェンの『北から眺めたデルフト』（1654年）もある。
都市景観画は重大事件の記録としても描かれた。1652年にアムステルダム市庁舎が焼失した時は、ヘリット・ルンデンスとヤン・アブラハムスゾーン・ベールストラーテンが火災と廃墟を描いた。1654年にデルフトの火薬庫が爆発した際には、ダニエル・フォスマールとエフベルト・ファン・デル・プールが描いた。これらは現在の報道写真のように重大事件と都市の名を記録する役割を果たした。フェルメールの作品は、日常を描いた初期の都市景観画の1つにあたる。

## 構成

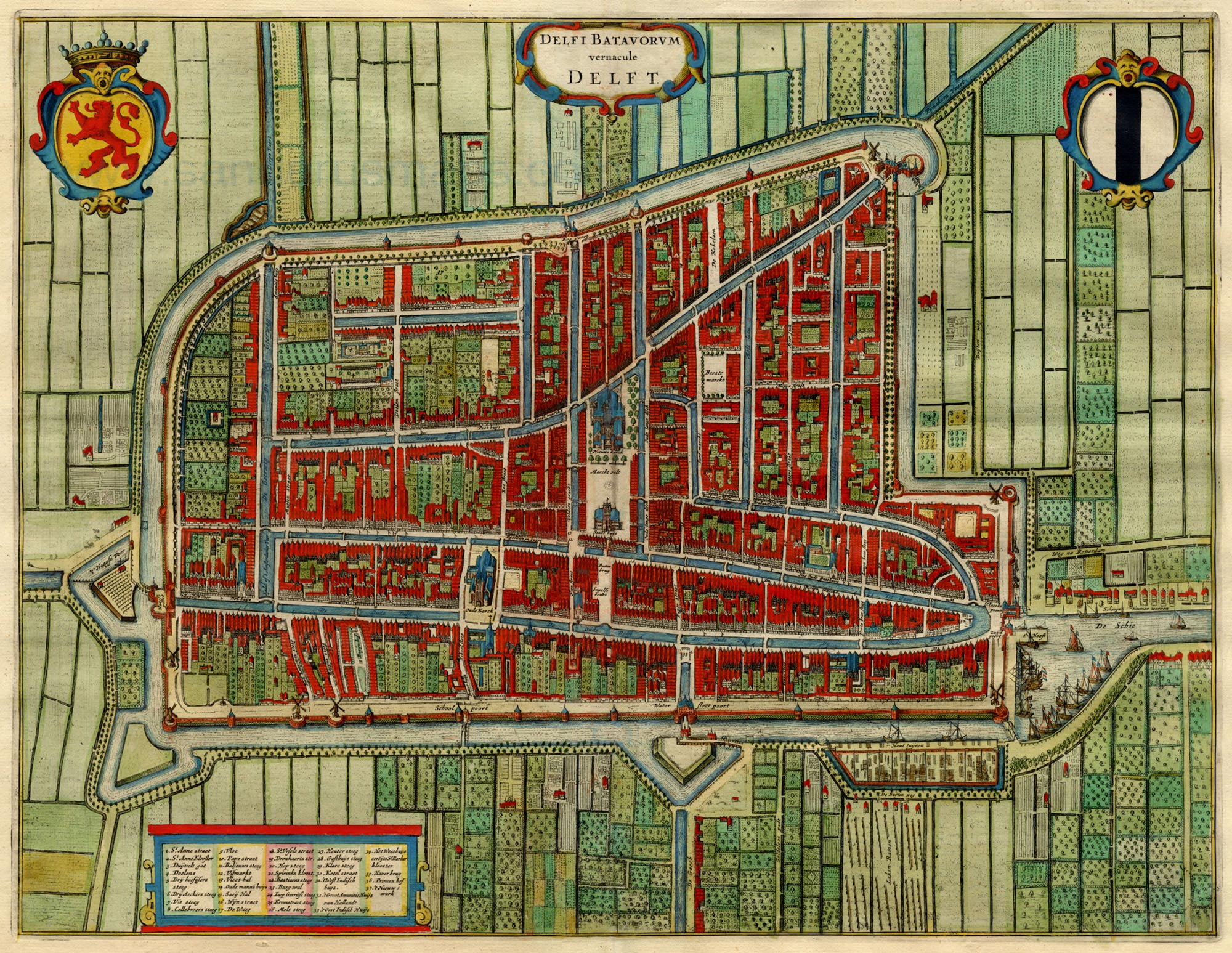
ヨーアン・ブラウ製作のデルフト地図（1649年）。『デルフト眺望』の視点は、右下の三角形の水域（コルクと呼ばれた）からと推測される。フェルメールは建築物を現実と異なる配置にした。

南から見たデルフトの街を描いたもので、コルクと呼ばれる三角形の水域から描かれている。この水域に面した港はスヒーダム港と呼ばれ、1614年の工事で作られた。画中で右端にある2つの塔を備えているのがロッテルダム門、中央の時計台があるのがスヒーダム門である。1834年から1836年にかけて城門と城壁が取り壊され、新教会の尖塔は1872年に焼失し、ネオ・ゴシックの塔が建てられた。旧教会の尖塔は傾斜しつつ現存している。
視点が高いため、スヒー運河の対岸にあるホーイカーデ埠頭の付近にあった建物の2階から描いたと推測されている。フェルメールが制作にカメラ・オブスクラを用いたという説があり、『デルフトの眺望』では、ニシン漁船の光の点描（後述）がそれにあたるという説もある。ただし、カメラ・オブスクラは大きな光源を必要とするため、このような効果は見えなかったともいわれる。

### 配置・寸法
画面は水平に大きく4つに分かれている。空、街、水面、手前の岸辺である。フェルメールは視線が水平方向へ移動しやすくなるように、建築物を現実と異なる配置にした。水面を広く見せるために、ロッテルダム門は前方に張り出すのではなく右方向に引き延ばされた。これによって岸がより水平になっている。建物の高低差も実際より抑えられており、帯状の景色を形作っている。
フェルメールは位置を現実の建物から変えた他に、寸法も変えている。デルフトで最大のモニュメントでもある旧教会はほとんど隠れており、左にゴシック様式の尖塔がわずかに確認できる。旧教会の尖塔の右に見えるのは、鸚鵡醸造所と呼ばれるビール醸造所の塔である。白い新教会の塔は低く、そして広めに描かれており、これは前景からの距離と、水平な構図を強調する目的があったとされる。
水平性を強調するために、色彩も工夫されている。前景から中景に暗い色調、後景に明るい色調を置いている。前景の船は壁や水面と同じ系統の色彩で目立たず、屋根の赤・黒や、壁の茶色は、明るい空に浮かび上がっている。

### 空
早朝の空であり、白をベースとした明るい灰色と青は、地上に近い部分は鉛白と鉛錫黄で明るくなっている。豚の毛が残っている点から、平筆で描かれたことが分かる。フェルメールの雲の表現は、風景画家のヤーコプ・ファン・ロイスダールの技法に似ている。

### 建築物

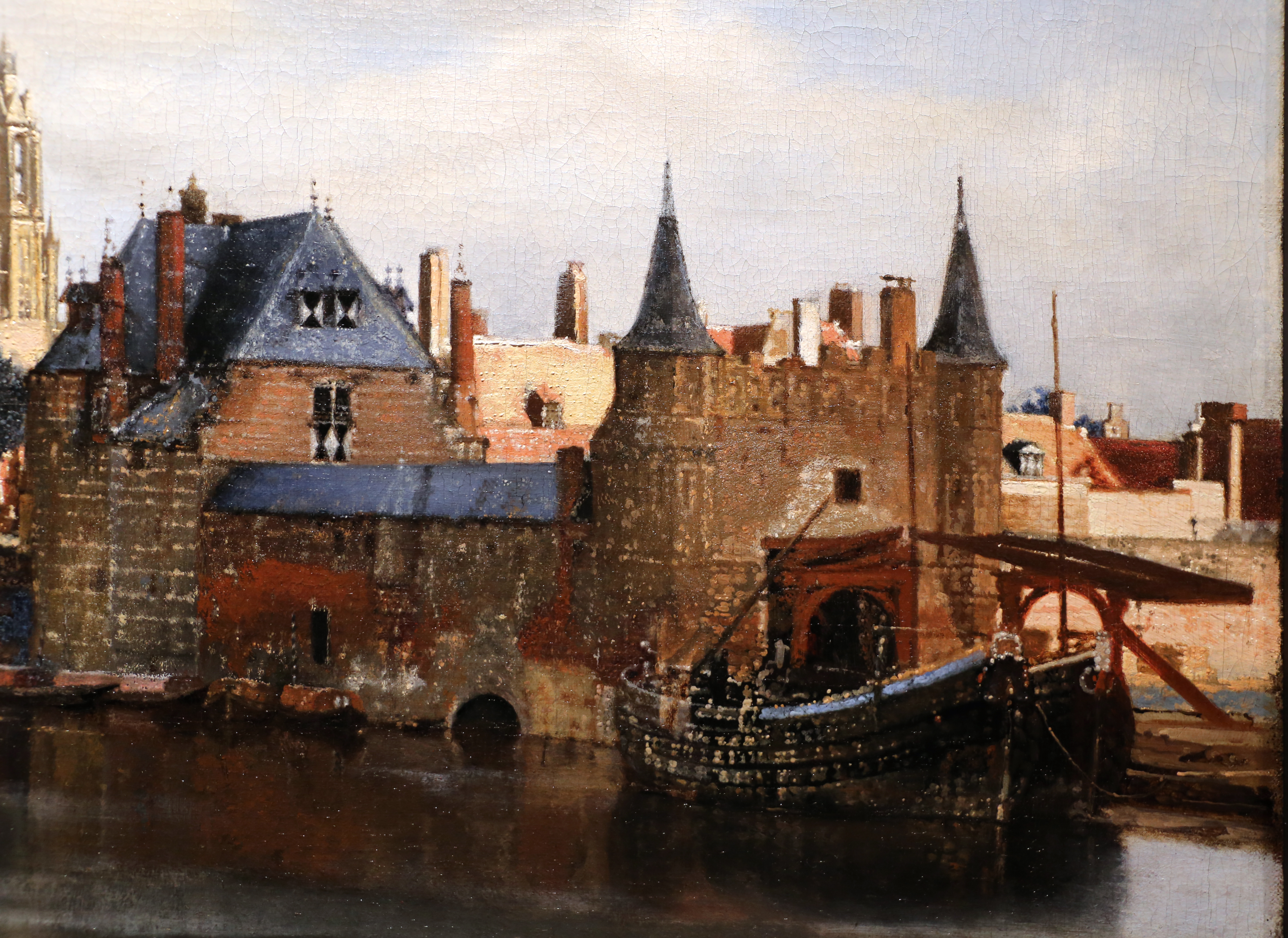
ロッテルダム門。右にはニシン漁のバス船が2隻、左には旅客用の艀が4艘繋留されている

複数の絵の具で層を重ねた表現が、建築物において顕著に見られる。屋根や壁では暗めの色彩を下にして、明るめの色彩を点状に重ねてある。風雨にさらされたレンガやスレートの質感を表現するために、点状のタッチの大きさや色調の変化、鉛白や砂の混入、にじみなどの工夫がされている。また、屋根の棟に白い輪郭線がわずかにあることで水平性を強調している。こうして建築物によって異なる質感が表れており、左の赤い屋根瓦はざらついた材質に見え、中央奥の屋根は波型のタイルを思わせる。
門が2つ描かれており、右端にあるのがロッテルダム門だった。中世に建造された門で、2つの塔と防衛用の銃眼を備えており、屋根付きの橋が堀を覆っていた。フェルメールは門の角度を実際よりも平らにしている。X線写真と赤外線反射計の検査によれば、当初は2つの塔は陽光を浴びて明るく描かれていたが、より暗い色調に変更された。

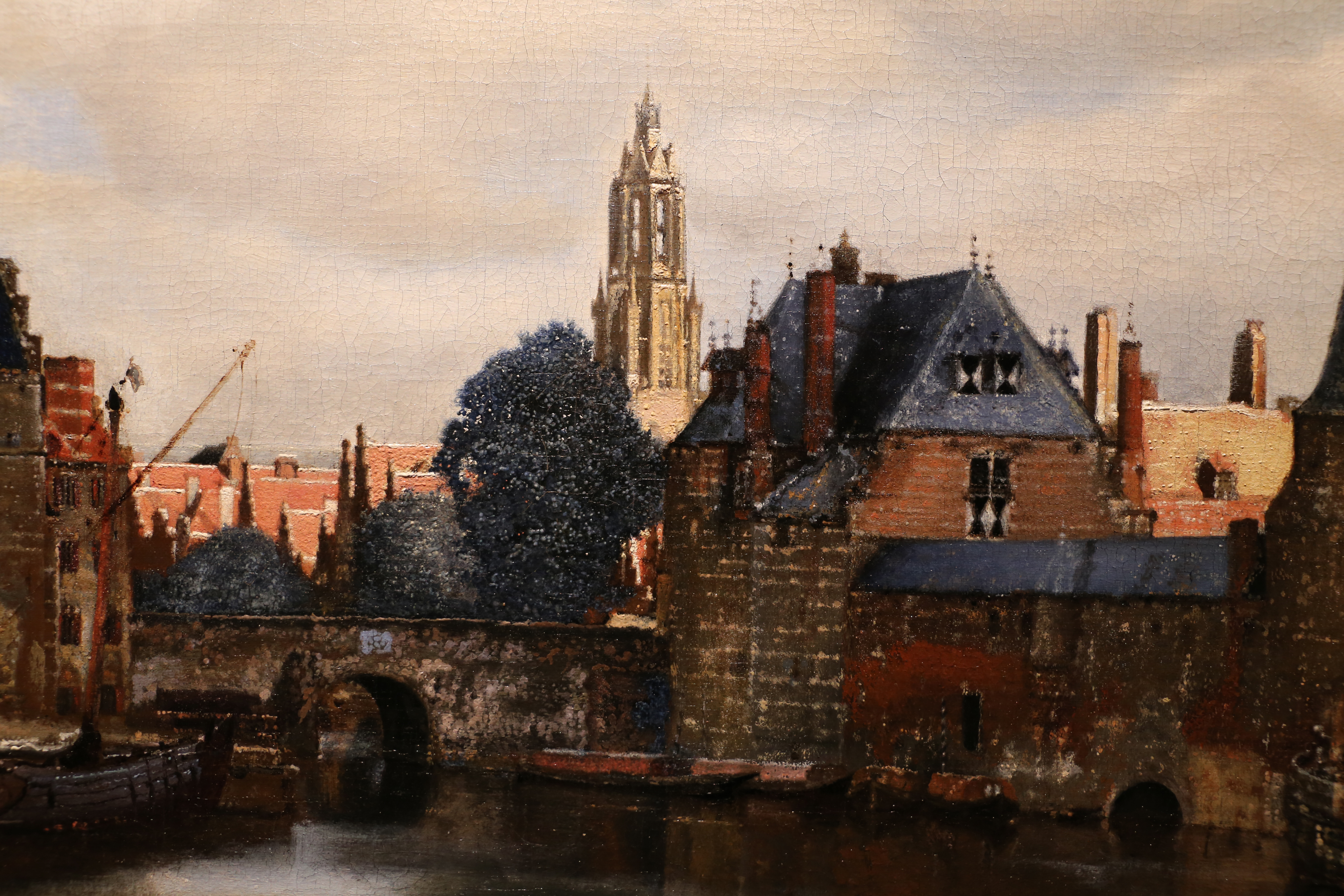
白い塔はデルフトの新教会。木々の左に見えるのが運河沿いの家々。水門がある橋の向こうで、アウデ・デルフト運河とニーヴェ・デルフト運河に分かれている。

中央からやや右寄りにある白い塔は、デルフト新教会である。フェルメールが住んでいたマリア・ティンスの家は、新教会の尖塔の右にあるが、この絵では隠れており見えない。新教会の塔の上部にはカリヨンがなく、素通しになっている。記録によれば、新教会にカリヨンを取り付ける作業には1660年9月から2年間をかけたとされる。他の画家の作品では、フォスマールの『1654年の火薬庫爆発直後のデルフト』（1654年）の塔も同じく素通しになっている。その後、1663年のフォスマール作『空想の回廊から眺めたデルフト』になると、塔にはカリヨンが取り付けられている。これらを根拠にすると、フェルメールが本作品を描いたのは1660年の9月以前ということになる。太陽に照らされた部分を強調するために、鉛錫黄色が使われている。
新教会の塔とスヒーダム門の間に見える切妻屋根は、デ・ヘール運河沿いの家々とされる。1980年代の調査によって、この家々の間隔は4メートルであり調査当時と同じだったという。現在は取り壊されて残っていない。フェルメールが生まれ育ったマルクト広場も、この方向にあった。

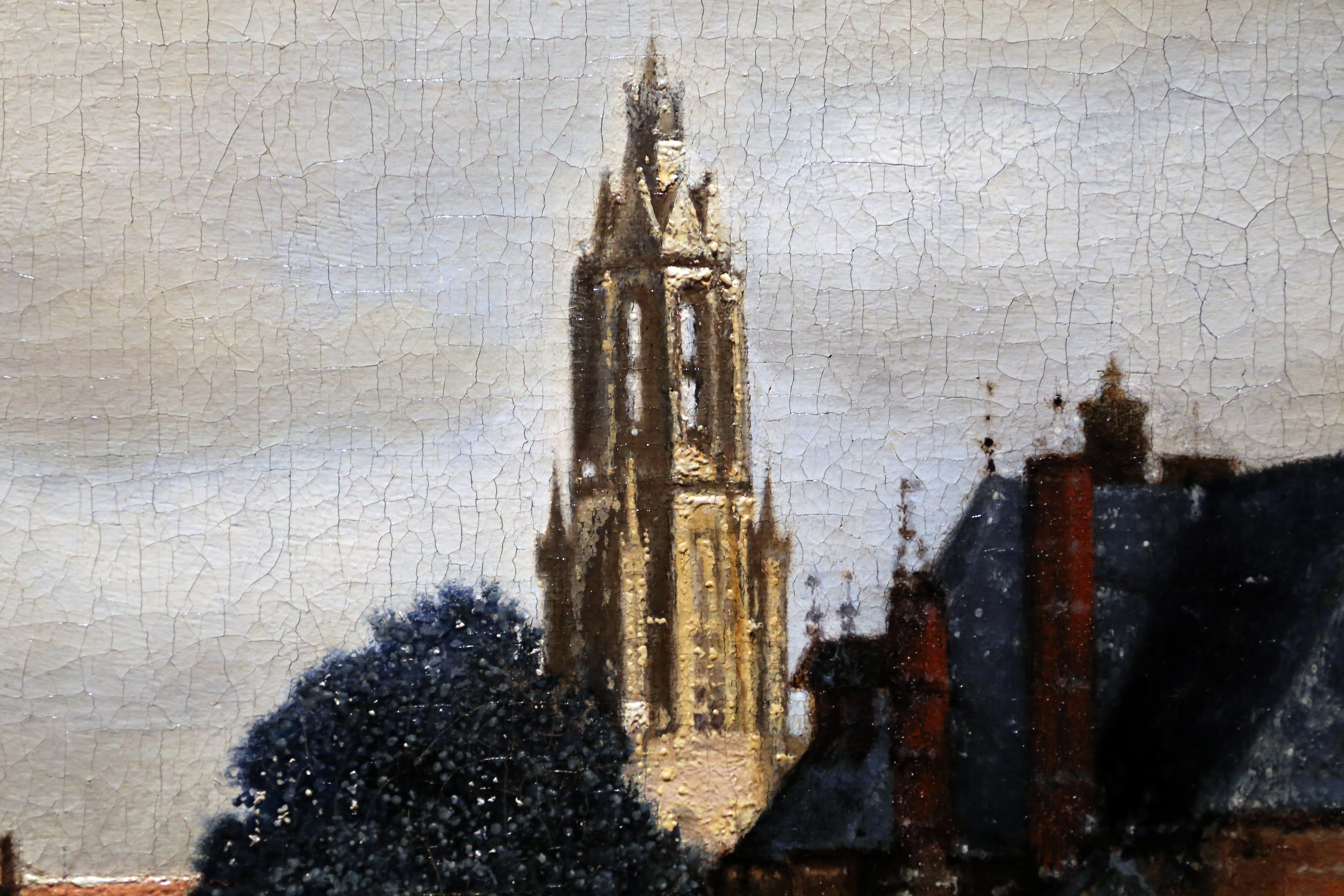
『デルフト眺望』の新教会の塔を拡大した部分。上部が素通しになっているため制作年が推定できる[30]。
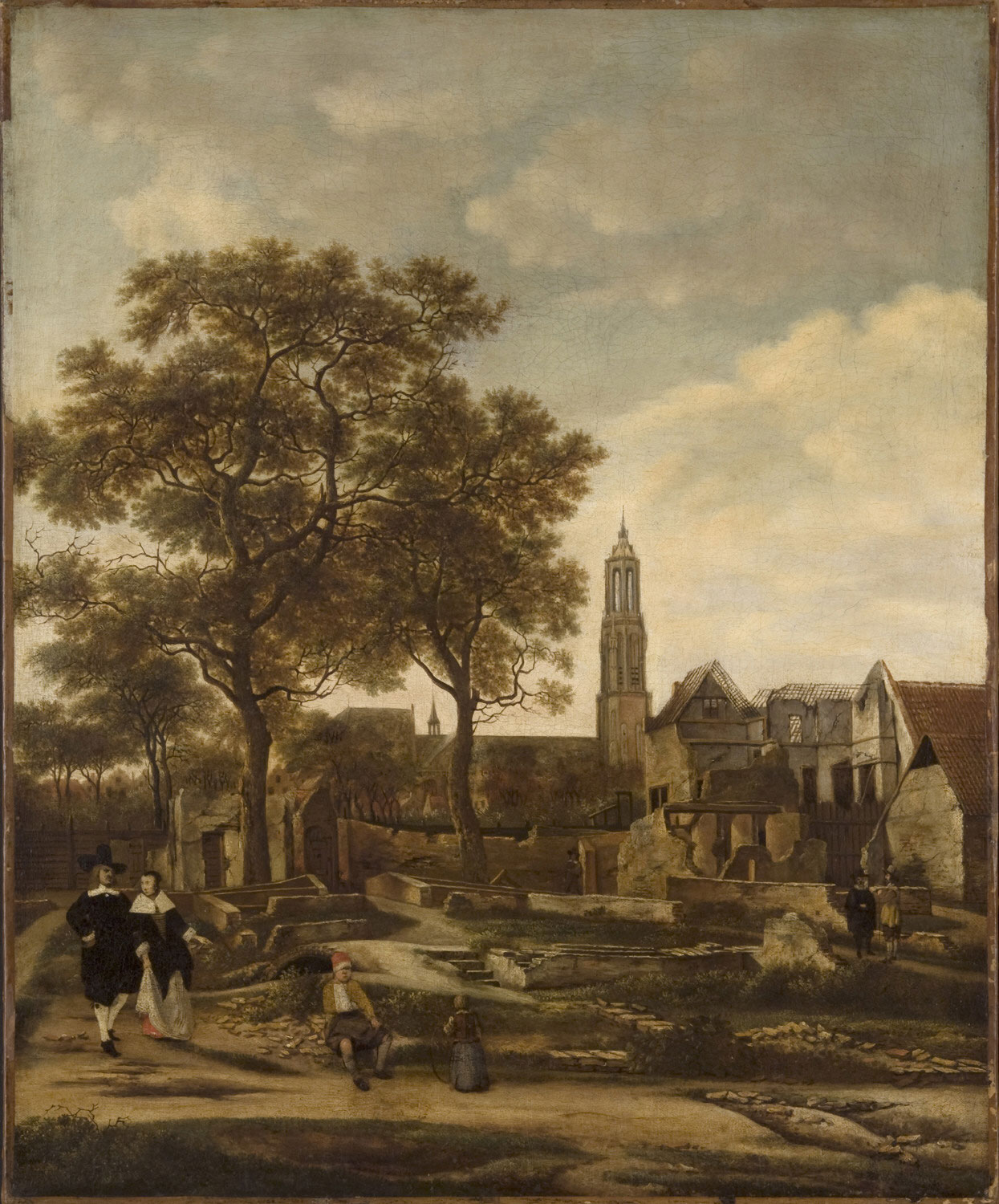
ダニエル・フォスマール『1654年の火薬庫爆発直後のデルフト』（1654）。『デルフト眺望』と同じく塔にカリヨンがない[30]。
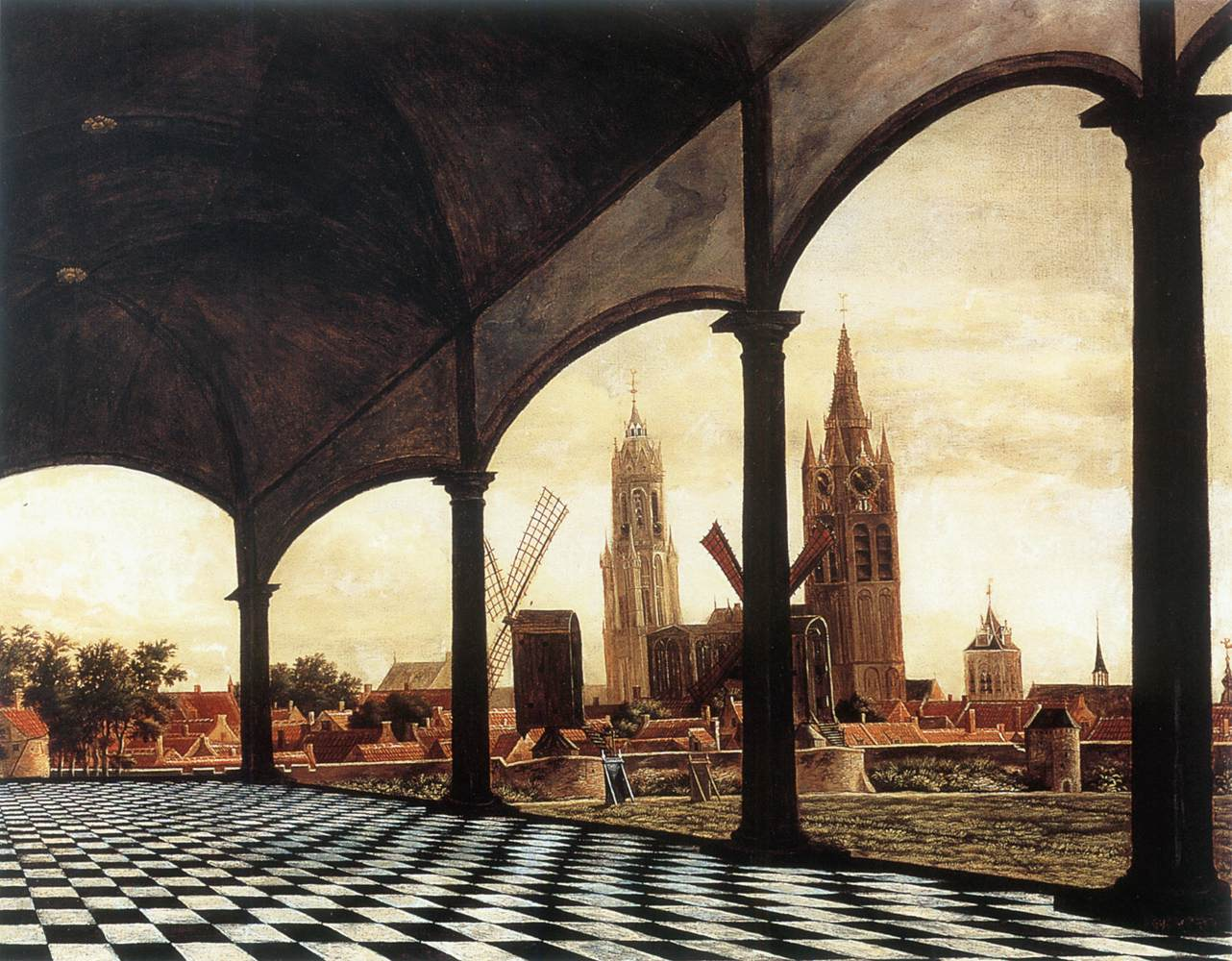
フォスマール『空想の回廊から眺めたデルフト』（1663年）。カリヨンが付けられている[30]。

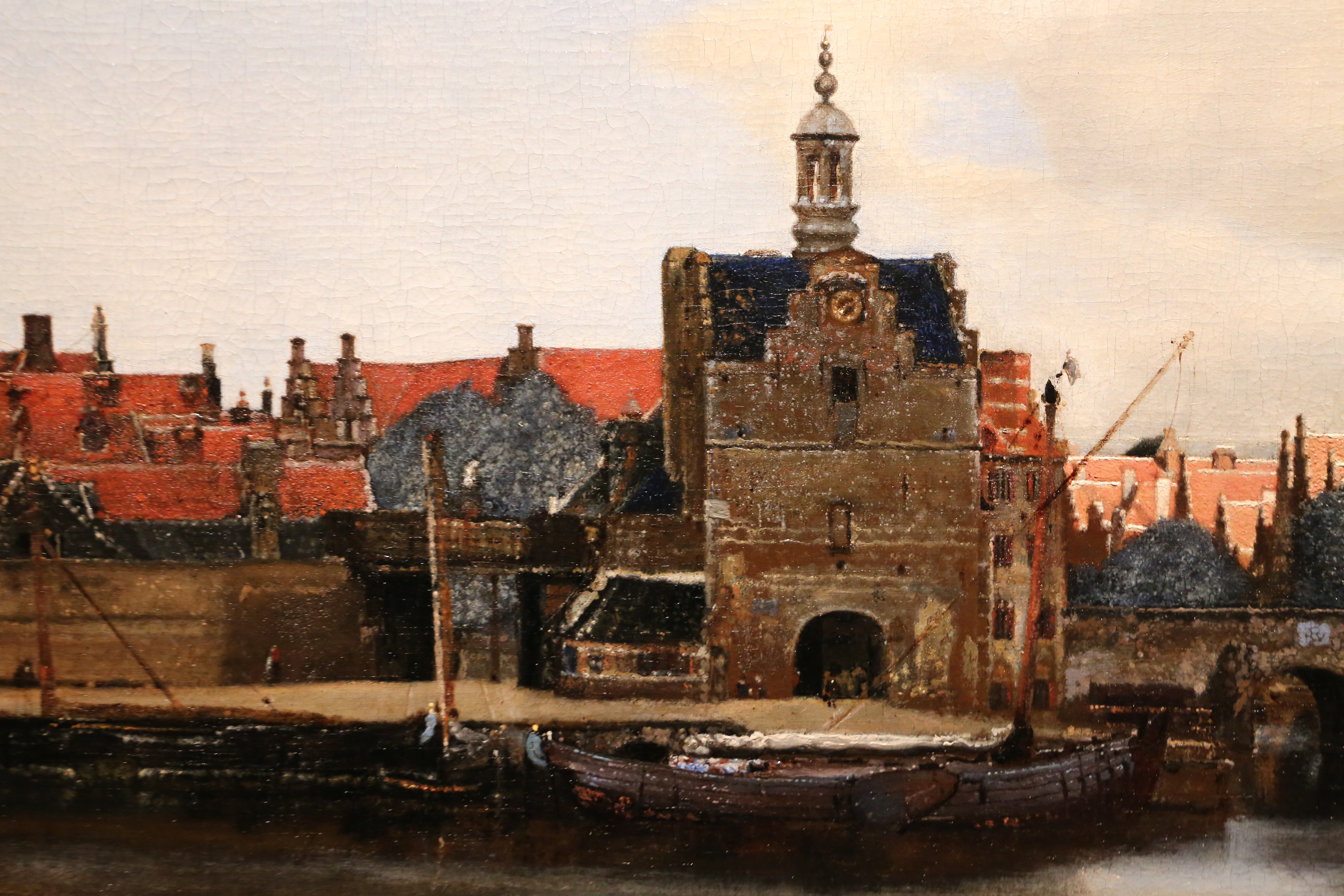
時計台のあるスヒーダム門。その左の階段状の破風がある赤い屋根は武器庫。

中央の時計のある建物がスヒーダム門である。時計の時刻は7時10分頃であると分かる。門は、都市を防衛する役割があるとともに、デルフト市が物品税を徴収する場所でもあった。
醸造所の塔の隣に並んでいる屋根は、デルフトの西にかけて広がるオランダ東インド会社（VOC）の倉庫である。この区画には東インド会社のデルフト会議所もあった。17世紀のオランダの人々にとって東インド会社は利益の源泉であり、デルフトの多くの市民にとっても同様だった。

### 漁船
右端のロッテルダム門の近くにつながれている2隻の船は、ニシン漁の漁船であり、バス船と呼ばれる。バス船は安定性が高く3本マストで、積載量は80トンから100トンあり、とったニシンをすぐに船上で塩漬け加工できるデッキを備えていた。
本作では、前方と後方のマストが見えなかったり斜めになっている点から、改修中であると分かる。ニシン漁のシーズンは政府の法律で6月1日から12月末までと定められており、船が改修中である点や木々が緑色である点を考慮すると、時期は5月前半とも推測できる。ただし、実際のニシン漁の時期は年代やニシンの動向によって変化しており、通常の開始日を7月1日とする説や、聖ヨハネの祝日にあたる6月24日とする説もある。

### 水面

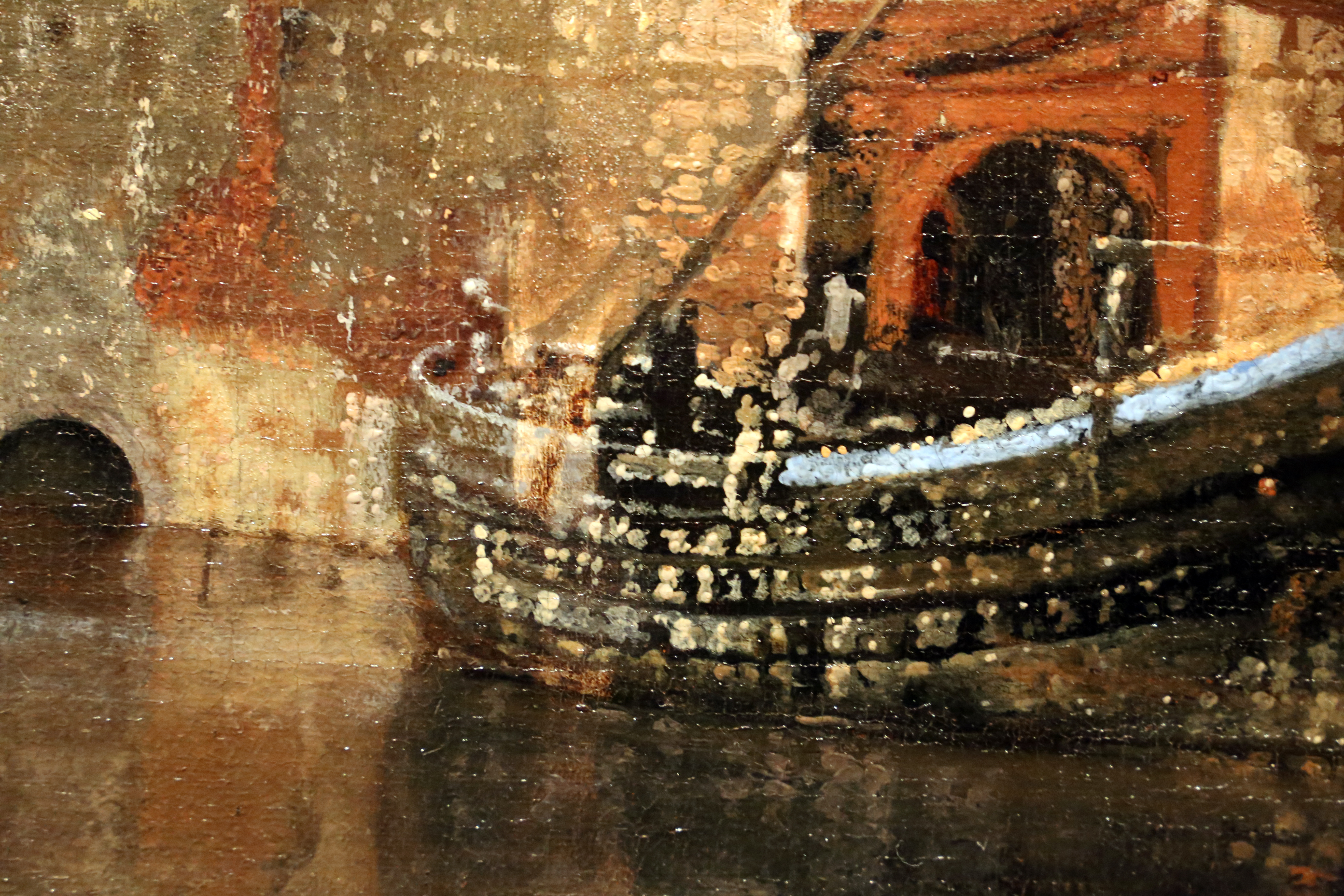
ニシン漁船の拡大部分。船縁には水面から照り返した光が実際よりも強く表現されている

静かな水面は早朝を示しており、さざなみが重ね塗りによって繊細に描かれている。水面に映る建物はぼやけている部分があるが、当初はよりくっきりと描かれていた。水面に映る建物は実際よりも大きく描かれており、120メートルから130メートルはある対岸まで伸びている。これは縦方向の描写を加えることで水平性を緩和する目的があったと推測される。
ニシン漁船の船縁には水面の光が照り返したような斑点が描かれているが、実際には木材船にはこのような強い光は見られない。細部に生気を与えるための表現である。この照り返しのような斑点は、自然光が当たった部分をカメラ・オブスクラで見た時に生じる錯乱円に似ている。フェルメールは点綴法（ポワンティエ）を使って光を粒のように表現しており、本作品の制作にカメラ・オブスクラが使われたという説の根拠となっている。

### 岸辺

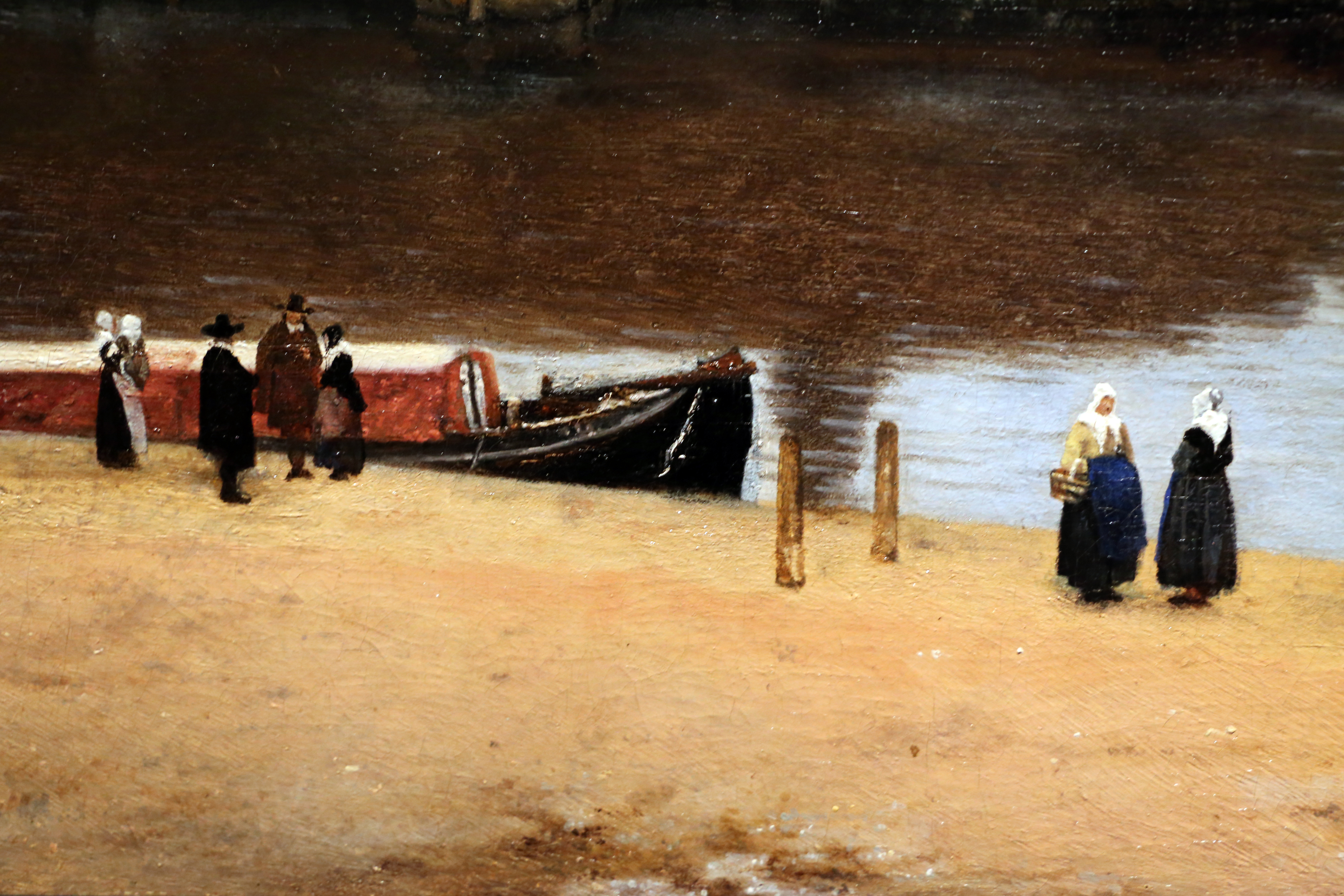
旅客用の艀と乗客たち。水面に映る建物は実際よりも縦に引き伸ばされており、対岸まで届いている。

左手の埠頭には、旅客用の艀が停泊している。この艀は、デルフトとハーグやライデンなど南部の都市を結ぶ交通手段として定期的に航行していた。オランダの平地を区切る運河は交通手段としても重要で、デルフトにはライン川につながるスヒー運河が通っていた。道路はぬかるむことが多く、馬車よりも船の方が快適で信頼性が高かった。デルフトでは、行政面の首都であるハーグを結ぶ航路が2時間ごとに運行されて、片道1時間から1時間30分をかけた。手前にある艀は、1655年に就航したロッテルダムへの路線とされる。
艀のそばに立つ人々は船客で、服装から社会的地位が読み取れる。3人で話している男女は流行の服装である点からおそらく社会的地位が高く、一等船客と思われる。当時の艀の定員は、一等船客が8人、二等船客が25人だった。艀から離れて立ち話をしている女性2人の右には、当初は帽子をかぶった男性がいたが、完成版では省かれた。

## 評価

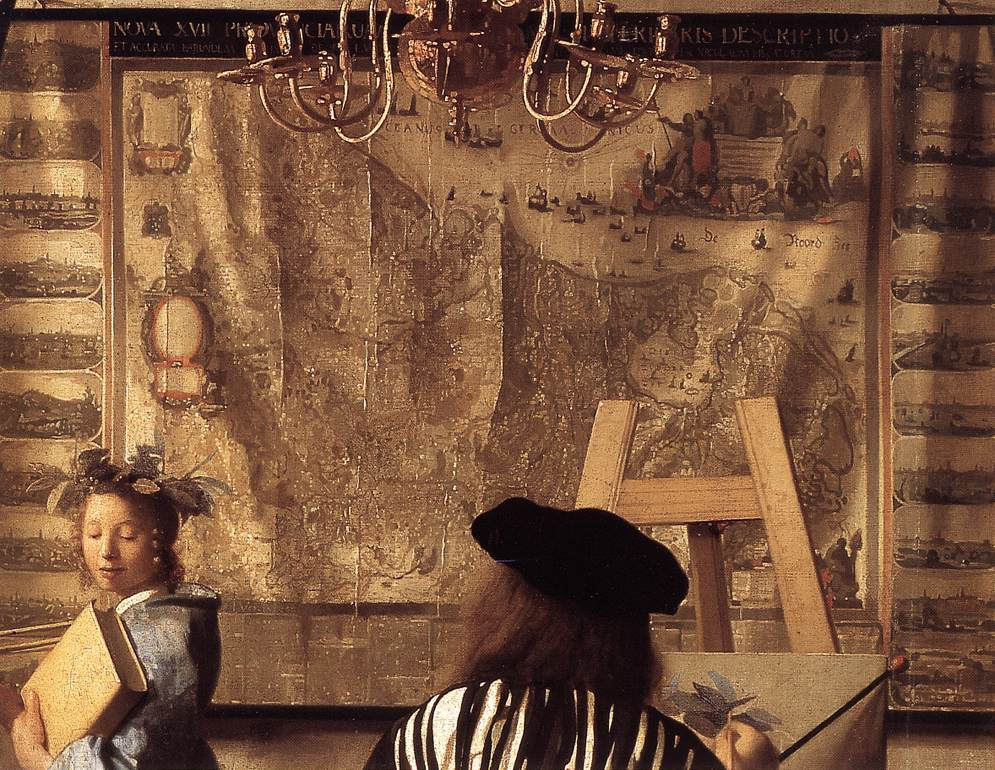
後年のフェルメール作品『絵画芸術』に描かれた地図は、両端に多数の都市景観図がついており、当時の人々の関心の高さが分かる。

### 都市景観画としての特徴
『デルフト眺望』は、重要な建築物を目立たせるというオランダの風景画の定型からは外れている。フェルメールはデルフトを正確に描写したパノラマを提供するよりも、個人的な体験と街を結びつけて描いた。フェルメールは、自身の生涯に関わる建築物を一望できるように描いている。新教会はフェルメールが洗礼を受けた場所であり、新教会の塔の下にあるであろうマルクト広場は、家族と暮らし創作を行なった区画である。スヒーダム港は、ロッテルダムやハーグへ外出する時に使った場所にあたる。そして生涯を終えたのちには旧教会に埋葬されることになる。
フェルメールの全作品の中で『絵画芸術』と並んでサイズが大きく、制作に時間をかけたと推測される。室内画家だったフェルメールが、都市景観画である本作品を描いた理由はわかっておらず、彼のパトロンだったデルフトのピーテル・ファン・ライフェンが依頼した可能性もある。制作の動機については、次のようにいくつかの仮説がある。 (1) 1654年の火薬庫の爆発と1660年の火事のあと、健在だったスヒーダム港周辺の景色に関心が集まっていたために描かれた。(2) 1660年代にはデルフトや地誌についての関心が高まっていたために描かれた。(3) 画中で新教会が目立っている点からオラニエ家が関わっていた、などである。

### フェルメール再評価との関係
『デルフト眺望』は、フランスの美術評論家トレ・ビュルガーの論文により有名となった。トレ・ビュルガーはテオフィル・トレという人物の筆名であり、フェルメール作品の再評価や再発見者として知られている。トレ・ビュルガーのフェルメール論は、美術誌「ガゼット・デ・ボザール」に発表した「デルフトのファン・デル・メール」（1866年）という論文で有名になったが、その内容は『デルフト眺望』の紹介から始まっている。
トレ・ビュルガーは、当初は『デルフト眺望』について好印象を持っていなかった。『オランダの美術館』（1858年 - 1860年）では本作品について、本物の鏝とモルタルで仕上げた画面であり、あまりに極端であり、レンブラントはこのような過剰に陥らなかったと書いた。しかし1866年の論文「デルフトのファン・デル・メール」では、1842年に本作品を見た際に、レンブラントの『テュルプ博士の解剖学講義』と同じほどに驚いたと称賛をした。トレ・ビュルガーの意見が変わった原因としては、他のフェルメール作品を見たことが影響したという説や、印象派の画家たちの作品を見たことが影響したという説がある。

### プルーストの評価
作家のマルセル・プルーストはフェルメールの作品を高く評価した。プルーストは1902年に友人とベルギー・オランダ旅行に出かけた際、10月18日にデン・ハーグで『デルフト眺望』を鑑賞した。この時の体験をのちに「世界で最も素晴らしい絵を見た」と書いている。
プルーストは小説『失われた時を求めて』においてフェルメール作品を登場させた。第1篇『スワン家のほうへ』での登場人物のスワンによる作品紹介、第3篇『ゲルマントのほう』の主人公「私」とゲルマント公爵夫妻の会話、そして第5篇『囚われの女』である。特に第5篇では、小説家のベルゴットが『デルフト眺望』の家並みに「黄色い小さな壁面」を見出し、自分の小説も「こんな風に書くべきだった」と呟いてから倒れて死亡するという場面がある。プルーストは、芸術家の肉体が死んでも、その最良の部分は作品の中で生き続けることを表現しようとしたとされる。第1篇が導入部、第5篇が結論部としても読める構成にもなっている。
ベルゴットが倒れる場面は、プルースト自身の1921年のフェルメール鑑賞の体験をもとにしているといわれる。同年はオランダ派絵画展が開催されており、フェルメールの作品は『デルフト眺望』、『真珠の耳飾りの少女』、『牛乳を注ぐ女』が展示された。当時のプルーストは病にかかっていたが、友人のジャン・ルイ＝ヴォードワイエが「オピニョン」誌に掲載した「謎のフェルメール」を読んで鑑賞に行くことを決める。プルーストはヴォードワイエに同行を頼み、5月下旬に出かけた。会場のチュイルリー公園に立つプルーストの姿が、生前最後の写真として残っている。

## 来歴
フェルメールの没後、『デルフト眺望』はパトロンだったピーテル・ファン・ライフェンが1681年まで所有していたとされ、1682年からデルフトの出版業者のヤーコプ・ディシウスが所有していた。1696年5月16日にアムステルダムでフェルメール作品が競売にかけられた際に本作品も含まれており、最高値の200ギルダーをつけた。
その後、本作品は長らく個人コレクターの所蔵となる。1805年時点ではハールレムのウィレム・フィリップス・コップスが所有し、1805年から1820年にはブルーメンダールのコルネリア・コップス・デ＝ウォルフ、1820年から1822年にはハールレムのA.J.テーディンク・ファン・ベルクハウト＝コップスが所有した。そして1822年にアムステルダムで競売にかけられた。現在の所蔵館であるマウリッツハウス美術館の館長は当初は関心を示さず、他方でアムステルダム国立美術館の館長は所蔵を希望した。アムステルダム国立美術館は政府に働きかけ、政府が本作品を2900ギルダーで落札したが、国王のウィレム1世はハーグへの移管を命じ、結果的にマウリッツハウス美術館の所蔵となった。マウリッツハウス美術館館長は『デルフト眺望』の購入直後に「当コレクションにさほどふさわしいとは思えない」という言葉を残したが、前述のトレ・ビュルガーによる評価の影響もあって人気作品となった。